# Municipio de Cape Fear (condado de Chatham)
El municipio de Cape Fear (en inglés: Cape Fear Township) es un municipio ubicado en el  condado de Chatham en el estado estadounidense de Carolina del Norte. En el año 2000 tenía una población de 1.170 habitantes.

## Geografía
El municipio de Cape Fear se encuentra ubicado en las coordenadas 35°38′26.61″N 79°0′22.44″O / 35.6407250, -79.0062333.